# سسک ساردنی

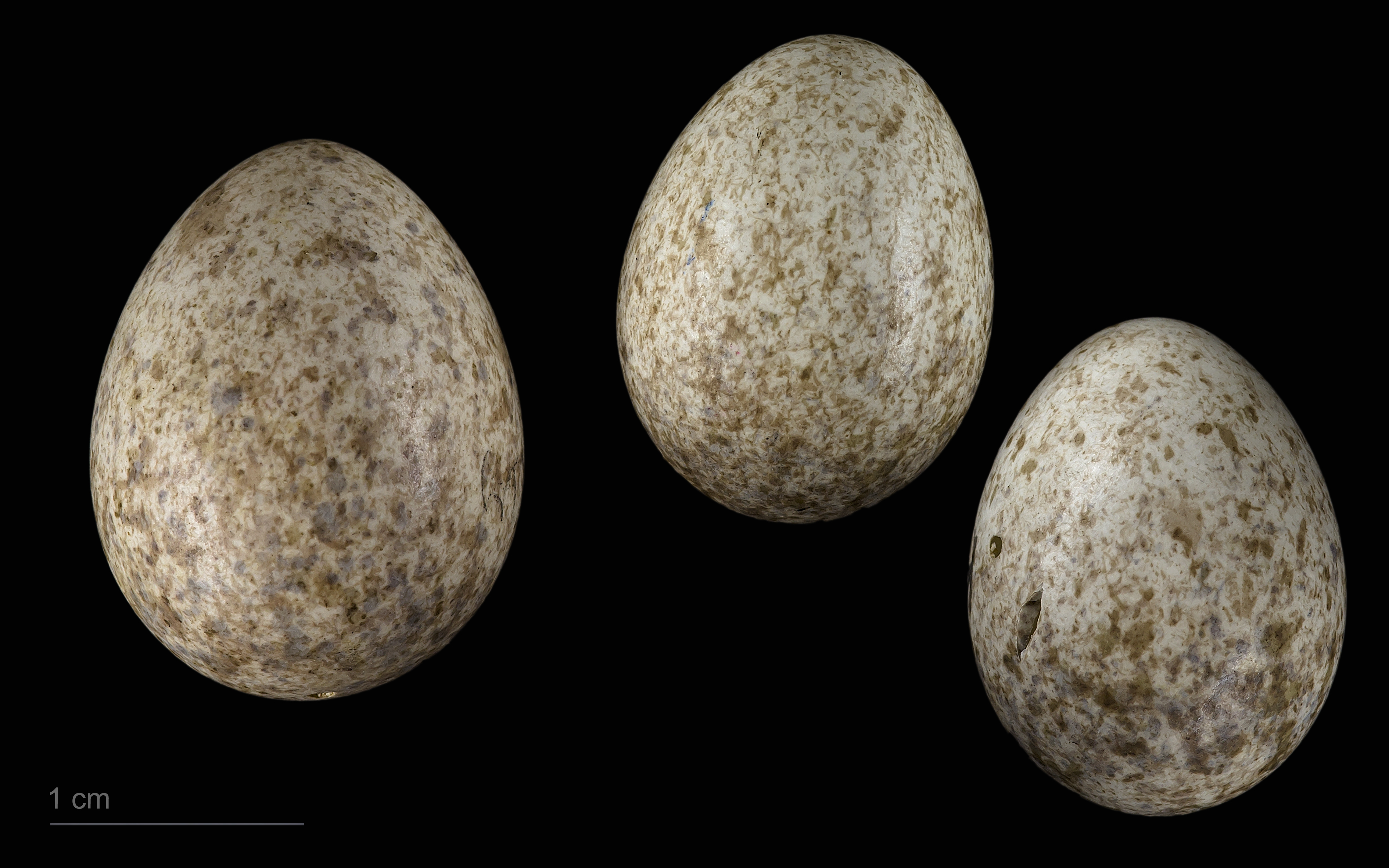
Cuculus canorus canorus + Sylvia melanocephala

سسک ساردنی (نام علمی: Sylvia melanocephala) نام یک گونه از سرده سسک‌های نمادین است.